# Där ingen skulle tro att någon kunde bo
Där ingen skulle tro att någon kunde bo (nynorska: Der ingen skulle tru at nokon kunne bu) är en norsk programserie från NRK, men den har även sänts i SVT. Serien har funnits sedan 2002 och skapades av NRK-producenten Oddgeir Bruaset. I serien får man följa personer som valt att bosätta sig på märkliga platser. Platserna är ofta svårtillgängliga och karga, vilket gör det svårt att leva där. Serien producerades av NRK Sogn og Fjordane.
År 2008 vann serien det norska TV-priset "Gullruten" för bästa magasin eller livsstilsprogram.